# 1. ŽNL Sisačko-moslavačka 2011./12.
Prvenstvo se igralo dvokružno. Prvenstvo je osvojio NK Radnik Majur, ali je odustao od plasmana u viši rang. U novooformljenu Premijer ligu Sisačko-moslavačke županije plasirali su se NK Pešćenica, NK TŠK 1932 Topolovac, ŠNK Mladost Gornja Gračenica, NK Frankopan Sisak, NK Mladost Repušnica, SNK Moslavac Popovača, NK Topusko, NK Sloga-Maris Jazavica i NK Sokol Velika Ludina. Zbog formiranja Premijer lige, ni jedan klub nije ispao iz 1. ŽNL Sisačko-moslavačke.

## Tablica
| Mj. | Klub                         | Sus. | Pobj. | Ner. | Por. | GR.    | Bod. |
| --- | ---------------------------- | ---- | ----- | ---- | ---- | ------ | ---- |
| 1.  | NK Radnik Majur              | 30   | 18    | 5    | 7    | 81:46  | 59   |
| 2.  | NK Pešćenica                 | 30   | 16    | 9    | 5    | 69:46  | 57   |
| 3.  | NK TŠK 1932 Topolovac        | 30   | 17    | 3    | 10   | 76:35  | 54   |
| 4.  | ŠNK Mladost Gornja Gračenica | 30   | 17    | 2    | 11   | 63:47  | 53   |
| 5.  | NK Frankopan Sisak           | 30   | 16    | 5    | 9    | 52:37  | 53   |
| 6.  | NK Mladost Repušnica         | 30   | 15    | 3    | 12   | 63:67  | 48   |
| 7.  | SNK Moslavac Popovača        | 30   | 13    | 7    | 10   | 45:36  | 46   |
| 8.  | NK Topusko                   | 30   | 12    | 7    | 11   | 58:49  | 43   |
| 9.  | NK Sloga Hrastovica          | 30   | 12    | 6    | 12   | 47:53  | 42   |
| 10. | NK Sloga-Maris Jazavica      | 30   | 12    | 5    | 13   | 65:60  | 41   |
| 11. | NK Sokol Velika Ludina       | 30   | 10    | 11   | 9    | 46:44  | 41   |
| 12. | NK Jasenovac                 | 30   | 12    | 4    | 14   | 38:60  | 40   |
| 13. | NK Zrinski Odra Sisačka      | 30   | 11    | 3    | 16   | 47:46  | 36   |
| 14. | NK Slavonac Lipovljani       | 30   | 6     | 7    | 17   | 44:84  | 25   |
| 15. | NK Sunjski Sunja             | 30   | 6     | 5    | 19   | 49:74  | 23   |
| 16. | NK Dinamo Osekovo            | 30   | 3     | 6    | 21   | 42:101 | 15   |

## Rezultati
| SNK Moslavac Popovača - NK Topusko 2:1 NK Radnik Majur - NK Sunjski Sunja 3:0 NK Jasenovac - NK Sloga Hrastovica 5:1 NK Pešćenica - NK Mladost Repušnica 3:0 NK TŠK 1932 Topolovac - NK Zrinski Odra Sisačka 2:1 NK Frankopan Sisak - ŠNK Mladost Gornja Gračenica 2:2 NK Sokol Velika Ludina - NK Dinamo Osekovo 1:0 NK Slavonac Lipovljani - NK Sloga-Maris Jazavica 1:2 | NK Slavonac Lipovljani - NK Sokol Velika Ludina 1:1 NK Dinamo Osekovo - NK Frankopan Sisak 0:5 ŠNK Mladost Gornja Gračenica - NK TŠK 1932 Topolovac 2:0 NK Zrinski Odra Sisačka - NK Pešćenica 0:3 NK Mladost Repušnica - NK Jasenovac 4:0 NK Sloga Hrastovica - NK Radnik Majur 0:3 NK Sunjski Sunja - SNK Moslavac Popovača 1:3 NK Sloga-Maris Jazavica - NK Topusko 4:2    | NK Frankopan Sisak - NK Slavonac Lipovljani 3:0 NK TŠK 1932 Topolovac - NK Dinamo Osekovo 1:2 NK Pešćenica - ŠNK Mladost Gornja Gračenica 4:3 NK Jasenovac - NK Zrinski Odra Sisačka 0:3 NK Radnik Majur - NK Mladost Repušnica 2:1 SNK Moslavac Popovača - NK Sloga Hrastovica 1:1 NK Topusko - NK Sunjski Sunja 3:2 NK Sokol Velika Ludina - NK Sloga-Maris Jazavica 2:2 |
| NK Slavonac Lipovljani - NK TŠK 1932 Topolovac 0:5 NK Sokol Velika Ludina - NK Frankopan Sisak 2:0 NK Dinamo Osekovo - NK Pešćenica 2:2 ŠNK Mladost Gornja Gračenica - NK Jasenovac 5:0 NK Zrinski Odra Sisačka - NK Radnik Majur 1:3 NK Mladost Repušnica - SNK Moslavac Popovača 2:0 NK Sloga Hrastovica - NK Topusko 1:1 NK Sloga-Maris Jazavica - NK Sunjski Sunja 3:0 | NK Pešćenica - NK Slavonac Lipovljani 1:1 NK TŠK 1932 Topolovac - NK Sokol Velika Ludina 2:0 NK Jasenovac - NK Dinamo Osekovo 0:0 NK Radnik Majur - ŠNK Mladost Gornja Gračenica 1:3 SNK Moslavac Popovača - NK Zrinski Odra Sisačka 2:1 NK Topusko - NK Mladost Repušnica 4:0 NK Sunjski Sunja - NK Sloga Hrastovica 2:0 NK Frankopan Sisak - NK Sloga-Maris Jazavica 2:0    | NK Slavonac Lipovljani - NK Jasenovac 0:1 NK Sokol Velika Ludina - NK Pešćenica 1:1 NK Frankopan Sisak - NK TŠK 1932 Topolovac 3:1 NK Dinamo Osekovo - NK Radnik Majur 1:1 ŠNK Mladost Gornja Gračenica - SNK Moslavac Popovača 4:1 NK Zrinski Odra Sisačka - NK Topusko 0:0 NK Mladost Repušnica - NK Sunjski Sunja 1:0 NK Sloga-Maris Jazavica - NK Sloga Hrastovica 4:0 |
| NK Radnik Majur - NK Slavonac Lipovljani 1:1 NK Jasenovac - NK Sokol Velika Ludina 0:1 NK Pešćenica - NK Frankopan Sisak 3:1 SNK Moslavac Popovača - NK Dinamo Osekovo 3:0 NK Topusko - ŠNK Mladost Gornja Gračenica 2:0 NK Sunjski Sunja - NK Zrinski Odra Sisačka 0:2 NK Sloga Hrastovica - NK Mladost Repušnica 3:1 NK TŠK 1932 Topolovac - NK Sloga-Maris Jazavica 3:1 | NK Slavonac Lipovljani - SNK Moslavac Popovača 0:0 NK Sokol Velika Ludina - NK Radnik Majur 5:2 NK Frankopan Sisak - NK Jasenovac 6:0 NK TŠK 1932 Topolovac - NK Pešćenica 3:3 NK Dinamo Osekovo - NK Topusko 1:0 ŠNK Mladost Gornja Gračenica - NK Sunjski Sunja 4:2 NK Zrinski Odra Sisačka - NK Sloga Hrastovica 1:1 NK Sloga-Maris Jazavica - NK Mladost Repušnica 6:0    | NK Topusko - NK Slavonac Lipovljani 5:0 SNK Moslavac Popovača - NK Sokol Velika Ludina 2:0 NK Radnik Majur - NK Frankopan Sisak 4:2 NK Jasenovac - NK TŠK 1932 Topolovac 2:1 NK Sunjski Sunja - NK Dinamo Osekovo 6:2 NK Sloga Hrastovica - ŠNK Mladost Gornja Gračenica 3:1 NK Mladost Repušnica - NK Zrinski Odra Sisačka 2:1 NK Pešćenica - NK Sloga-Maris Jazavica 2:1 |
| NK Slavonac Lipovljani - NK Sunjski Sunja 2:2 NK Sokol Velika Ludina - NK Topusko 1:1 NK Frankopan Sisak - SNK Moslavac Popovača 1:0 NK TŠK 1932 Topolovac - NK Radnik Majur 1:1 NK Pešćenica - NK Jasenovac 1:0 NK Dinamo Osekovo - NK Sloga Hrastovica 0:2 ŠNK Mladost Gornja Gračenica - NK Mladost Repušnica 4:2 NK Sloga-Maris Jazavica - NK Zrinski Odra Sisačka 1:0 | NK Sloga Hrastovica - NK Slavonac Lipovljani 5:1 NK Sunjski Sunja - NK Sokol Velika Ludina 3:0 NK Topusko - NK Frankopan Sisak 1:3 SNK Moslavac Popovača - NK TŠK 1932 Topolovac 0:2 NK Radnik Majur - NK Pešćenica 3:5 NK Mladost Repušnica - NK Dinamo Osekovo 3:2 NK Zrinski Odra Sisačka - ŠNK Mladost Gornja Gračenica 3:0 NK Jasenovac - NK Sloga-Maris Jazavica 1:0    | NK Slavonac Lipovljani - NK Mladost Repušnica 1:6 NK Sokol Velika Ludina - NK Sloga Hrastovica 0:0 NK Frankopan Sisak - NK Sunjski Sunja 1:0 NK TŠK 1932 Topolovac - NK Topusko 2:0 NK Pešćenica - SNK Moslavac Popovača 4:2 NK Jasenovac - NK Radnik Majur 2:1 NK Dinamo Osekovo - NK Zrinski Odra Sisačka 1:2 NK Sloga-Maris Jazavica - ŠNK Mladost Gornja Gračenica 1:5 |
| NK Zrinski Odra Sisačka - NK Slavonac Lipovljani 4:1 NK Mladost Repušnica - NK Sokol Velika Ludina 1:0 NK Sloga Hrastovica - NK Frankopan Sisak 1:0 NK Sunjski Sunja - NK TŠK 1932 Topolovac 0:4 NK Topusko - NK Pešćenica 1:2 SNK Moslavac Popovača - NK Jasenovac 0:1 ŠNK Mladost Gornja Gračenica - NK Dinamo Osekovo 4:2 NK Radnik Majur - NK Sloga-Maris Jazavica 5:3 | NK Slavonac Lipovljani - ŠNK Mladost Gornja Gračenica 0:2 NK Sokol Velika Ludina - NK Zrinski Odra Sisačka 3:1 NK Frankopan Sisak - NK Mladost Repušnica 1:1 NK TŠK 1932 Topolovac - NK Sloga Hrastovica 4:1 NK Pešćenica - NK Sunjski Sunja 3:2 NK Jasenovac - NK Topusko 9:1 NK Radnik Majur - SNK Moslavac Popovača 3:1 NK Sloga-Maris Jazavica - NK Dinamo Osekovo 5:3    | NK Dinamo Osekovo - NK Slavonac Lipovljani 2:5 ŠNK Mladost Gornja Gračenica - NK Sokol Velika Ludina 0:4 NK Zrinski Odra Sisačka - NK Frankopan Sisak 0:1 NK Mladost Repušnica - NK TŠK 1932 Topolovac 0:4 NK Sloga Hrastovica - NK Pešćenica 3:2 NK Sunjski Sunja - NK Jasenovac 1:2 NK Topusko - NK Radnik Majur 3:2 SNK Moslavac Popovača - NK Sloga-Maris Jazavica 2:2 |
| NK Topusko - SNK Moslavac Popovača 0:3 NK Sunjski Sunja - NK Radnik Majur 0:6 NK Sloga Hrastovica - NK Jasenovac 1:1 NK Mladost Repušnica - NK Pešćenica 3:0 NK Zrinski Odra Sisačka - NK TŠK 1932 Topolovac 0:3 ŠNK Mladost Gornja Gračenica - NK Frankopan Sisak 1:0 NK Dinamo Osekovo - NK Sokol Velika Ludina 1:1 NK Sloga-Maris Jazavica - NK Slavonac Lipovljani 0:2 | NK Sokol Velika Ludina - NK Slavonac Lipovljani 1:1 NK Frankopan Sisak - NK Dinamo Osekovo 3:2 NK TŠK 1932 Topolovac - ŠNK Mladost Gornja Gračenica 2:0 NK Pešćenica - NK Zrinski Odra Sisačka 2:0 NK Jasenovac - NK Mladost Repušnica 3:1 NK Radnik Majur - NK Sloga Hrastovica 2:0 SNK Moslavac Popovača - NK Sunjski Sunja 2:0 NK Topusko - NK Sloga-Maris Jazavica 4:0    | NK Slavonac Lipovljani - NK Frankopan Sisak 1:2 NK Dinamo Osekovo - NK TŠK 1932 Topolovac 1:4 ŠNK Mladost Gornja Gračenica - NK Pešćenica 2:1 NK Zrinski Odra Sisačka - NK Jasenovac 0:1 NK Mladost Repušnica - NK Radnik Majur 3:1 NK Sloga Hrastovica - SNK Moslavac Popovača 1:0 NK Sunjski Sunja - NK Topusko 2:2 NK Sloga-Maris Jazavica - NK Sokol Velika Ludina 2:2 |
| NK TŠK 1932 Topolovac - NK Slavonac Lipovljani 5:0 NK Frankopan Sisak - NK Sokol Velika Ludina 2:0 NK Pešćenica - NK Dinamo Osekovo 4:1 NK Jasenovac - ŠNK Mladost Gornja Gračenica 1:0 NK Radnik Majur - NK Zrinski Odra Sisačka 2:1 SNK Moslavac Popovača - NK Mladost Repušnica 4:3 NK Topusko - NK Sloga Hrastovica 0:0 NK Sunjski Sunja - NK Sloga-Maris Jazavica 0:1 | NK Slavonac Lipovljani - NK Pešćenica 3:3 NK Sokol Velika Ludina - NK TŠK 1932 Topolovac 2:0 NK Dinamo Osekovo - NK Jasenovac 2:2 ŠNK Mladost Gornja Gračenica - NK Radnik Majur 0:0 NK Zrinski Odra Sisačka - SNK Moslavac Popovača 1:3 NK Mladost Repušnica - NK Topusko 4:0 NK Sloga Hrastovica - NK Sunjski Sunja 2:0 NK Sloga-Maris Jazavica - NK Frankopan Sisak 3:1    | NK Jasenovac - NK Slavonac Lipovljani 0:2 NK Pešćenica - NK Sokol Velika Ludina 2:0 NK TŠK 1932 Topolovac - NK Frankopan Sisak 1:2 NK Radnik Majur - NK Dinamo Osekovo 5:1 SNK Moslavac Popovača - ŠNK Mladost Gornja Gračenica 0:2 NK Topusko - NK Zrinski Odra Sisačka 2:0 NK Sunjski Sunja - NK Mladost Repušnica 4:1 NK Sloga Hrastovica - NK Sloga-Maris Jazavica 1:0 |
| NK Slavonac Lipovljani - NK Radnik Majur 1:6 NK Sokol Velika Ludina - NK Jasenovac 2:0 NK Frankopan Sisak - NK Pešćenica 2:3 NK Dinamo Osekovo - SNK Moslavac Popovača 0:2 ŠNK Mladost Gornja Gračenica - NK Topusko 0:2 NK Zrinski Odra Sisačka - NK Sunjski Sunja 4:0 NK Mladost Repušnica - NK Sloga Hrastovica 4:1 NK Sloga-Maris Jazavica - NK TŠK 1932 Topolovac 2:5 | SNK Moslavac Popovača - NK Slavonac Lipovljani 5:0 NK Radnik Majur - NK Sokol Velika Ludina 6:2 NK Jasenovac - NK Frankopan Sisak 1:2 ↓1 NK Pešćenica - NK TŠK 1932 Topolovac 1:1 NK Topusko - NK Dinamo Osekovo 6:1 NK Sunjski Sunja - ŠNK Mladost Gornja Gračenica 3:2 NK Sloga Hrastovica - NK Zrinski Odra Sisačka 1:2 NK Mladost Repušnica - NK Sloga-Maris Jazavica 3:2 | NK Slavonac Lipovljani - NK Topusko 2:1 NK Sokol Velika Ludina - SNK Moslavac Popovača 0:0 NK Frankopan Sisak - NK Radnik Majur 1:0 NK TŠK 1932 Topolovac - NK Jasenovac 5:0 NK Dinamo Osekovo - NK Sunjski Sunja 4:3 ŠNK Mladost Gornja Gračenica - NK Sloga Hrastovica 1:0 NK Zrinski Odra Sisačka - NK Mladost Repušnica 1:3 NK Sloga-Maris Jazavica - NK Pešćenica 1:1 |
| NK Sunjski Sunja - NK Slavonac Lipovljani 6:3 NK Topusko - NK Sokol Velika Ludina 4:2 SNK Moslavac Popovača - NK Frankopan Sisak 0:0 NK Radnik Majur - NK TŠK 1932 Topolovac 4:2 NK Jasenovac - NK Pešćenica 3:1 NK Sloga Hrastovica - NK Dinamo Osekovo 8:2 NK Mladost Repušnica - ŠNK Mladost Gornja Gračenica 4:0 NK Zrinski Odra Sisačka - NK Sloga-Maris Jazavica 3:5 | NK Slavonac Lipovljani - NK Sloga Hrastovica 3:2 NK Sokol Velika Ludina - NK Sunjski Sunja 2:2 NK Frankopan Sisak - NK Topusko 1:1 NK TŠK 1932 Topolovac - SNK Moslavac Popovača 1:2 NK Pešćenica - NK Radnik Majur 0:1 NK Dinamo Osekovo - NK Mladost Repušnica 3:3 ŠNK Mladost Gornja Gračenica - NK Zrinski Odra Sisačka 0:2 NK Sloga-Maris Jazavica - NK Jasenovac 5:0    | NK Mladost Repušnica - NK Slavonac Lipovljani 5:3 NK Sloga Hrastovica - NK Sokol Velika Ludina 3:5 NK Sunjski Sunja - NK Frankopan Sisak 2:3 NK Topusko - NK TŠK 1932 Topolovac 3:0 SNK Moslavac Popovača - NK Pešćenica 1:3 NK Radnik Majur - NK Jasenovac 3:1 NK Zrinski Odra Sisačka - NK Dinamo Osekovo 4:1 ŠNK Mladost Gornja Gračenica - NK Sloga-Maris Jazavica 3:2 |
| NK Slavonac Lipovljani - NK Zrinski Odra Sisačka 2:4 NK Sokol Velika Ludina - NK Mladost Repušnica 5:1 NK Frankopan Sisak - NK Sloga Hrastovica 1:2 NK TŠK 1932 Topolovac - NK Sunjski Sunja 4:1 NK Pešćenica - NK Topusko 0:0 NK Jasenovac - SNK Moslavac Popovača 0:2 NK Dinamo Osekovo - ŠNK Mladost Gornja Gračenica 1:6 NK Sloga-Maris Jazavica - NK Radnik Majur 2:3 | ŠNK Mladost Gornja Gračenica - NK Slavonac Lipovljani 4:2 NK Zrinski Odra Sisačka - NK Sokol Velika Ludina 1:1 NK Mladost Repušnica - NK Frankopan Sisak 1:1 NK Sloga Hrastovica - NK TŠK 1932 Topolovac 1:0 NK Sunjski Sunja - NK Pešćenica 3:3 NK Topusko - NK Jasenovac 7:0 SNK Moslavac Popovača - NK Radnik Majur 2:2 NK Dinamo Osekovo - NK Sloga-Maris Jazavica 4:5    | NK Slavonac Lipovljani - NK Dinamo Osekovo 5:0 NK Sokol Velika Ludina - ŠNK Mladost Gornja Gračenica 0:3 NK Frankopan Sisak - NK Zrinski Odra Sisačka 0:4 NK TŠK 1932 Topolovac - NK Mladost Repušnica 8:0 NK Pešćenica - NK Sloga Hrastovica 6:2 NK Jasenovac - NK Sunjski Sunja 2:2 NK Radnik Majur - NK Topusko 5:1 NK Sloga-Maris Jazavica - SNK Moslavac Popovača 0:0 |